# Конка д'Оро (Казерта)
Конка д'Оро је насеље у Италији у округу Казерта, региону Кампанија.
Према процени из 2011. у насељу је живело 69 становника. Насеље се налази на надморској висини од 242 м.